# Haniwa

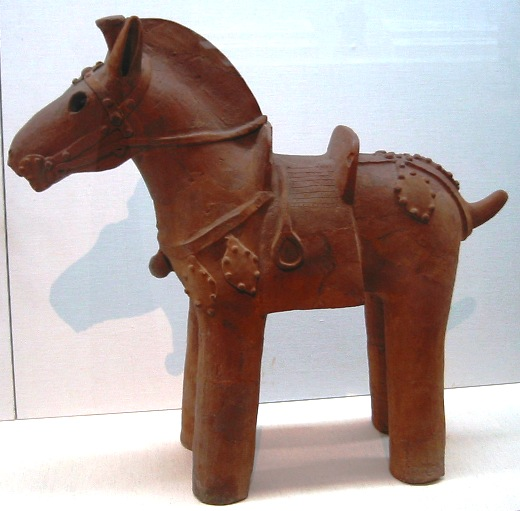
Haniwahäst från kofunperioden

Haniwa är lerfigurer som begravdes med de döda under kofuntiden i Japan som en ritual. Haniwa skulle skydda den avlidna i livet efter detta. Haniwagravoffer gjordes ofta också i många former.
Det viktigaste haniwaskulpturerna hittades i södra Honshu, speciellt i Kinai region runt Nara och norra Kyūshū.
- Wikimedia Commons har media som rör Haniwa.